# Coup du sombrero
Le coup du sombrero est au football, un geste technique consistant à faire passer le ballon par-dessus son adversaire. La trajectoire du ballon s'apparente alors à un sombrero imaginaire que porterait l'adversaire.